# Lutherkantate
Die Lutherkantate ist eine von Rudolf Lutz im Stil von Johann Sebastian Bach komponierte Kantate  für vier Gesangssolisten (SATB) und Orchester. Martin Luthers Wirken war namens- und inhaltsgebend für das Werk, das im Mai 2017 unter der Leitung des Komponisten auf der Wartburg uraufgeführt wurde. Eine überarbeitete Fassung wurde im August 2018 in der Schweiz uraufgeführt.

## Entstehung
Die Kantate entstand als Auftragswerk des Hörfunksenders Deutschlandfunk Kultur, der sich zum Reformationsjubiläum 2017 eine „Lutherkantate“ wünschte und damit Rudolf Lutz beauftragte. Der Schweizer Theologe Karl Graf (* 1934) schrieb das Libretto. Lutz hatte mit Graf als Librettist zuvor schon drei ähnliche Kantaten geschaffen. Zusammen mit dem Musikwissenschaftler Anselm Hartinger entwickelten sie für die Lutherkantate die Idee, im Jahr 1717 hätte Johann Sebastian Bach in Weimar eine Kantate zum 200. Reformationsjubiläum komponieren können, als er Ende des Jahres vier Wochen lang beim Landrichter in Weimar inhaftiert war und dabei an Luthers Aufenthalt auf der Wartburg dachte. Für den Kantatentext mischte Karl Graf originale Luther-Zitate mit umformulierten Lutherworten und von ihm selbst gedichteten Zeilen. Rudolf Lutz fertigte in sieben Wochen mit einem täglichen Arbeitsaufwand von etwa fünf Stunden die 90-seitige handgeschriebenen Partitur an. In dieser ersten Fassung wurde der Kantate die erste Zeile des Lutherliedes „Erhalt uns, Herr, bei deinem Wort“ als Titel zugeordnet.
Bald darauf schrieb Rudolf Lutz nochmals eine Kantate in einem an Johann Sebastian Bach angelehnten Stil, wieder mit Karl Graf als Librettist: die Landsgemeindekantate, die im April 2018 uraufgeführt wurde.

## Uraufführung

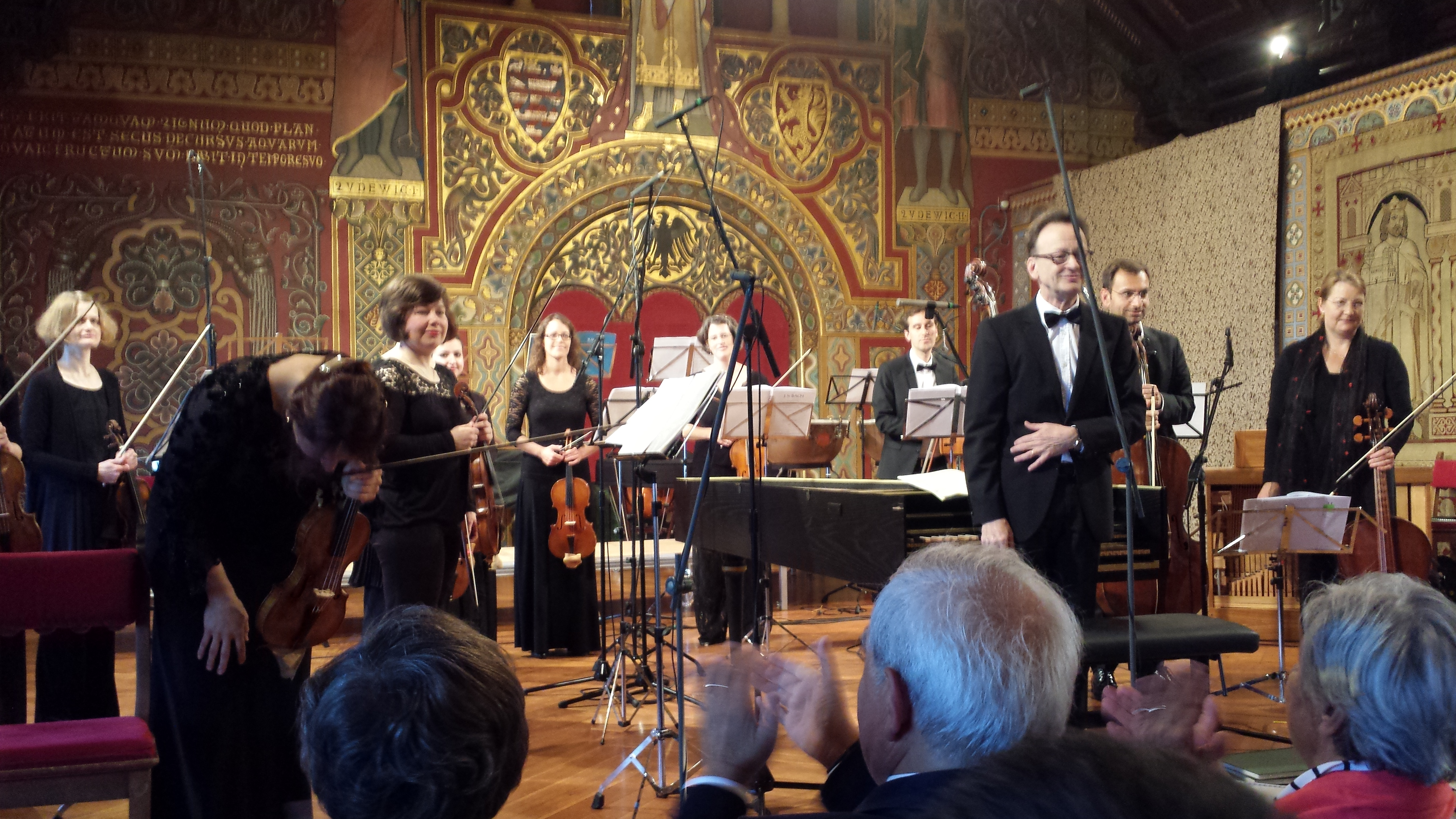
Der Komponist und Dirigent Rudolf Lutz nach der Uraufführung der Lutherkantate in der Wartburg

Die Uraufführung der Lutherkantate fand am 6. Mai 2017 auf der Wartburg statt. Die Ausführenden waren Miriam Feuersinger (Sopran), Markus Forster (Altus), Daniel Johannsen (Tenor), Matthias Helm (Bass), Plamena Nikitassova (Violine), Andreas Helm (Oboe d’amore) sowie das Orchester der J. S. Bach-Stiftung St. Gallen/Schweiz unter der Leitung des Komponisten.

## Überarbeitete Fassung
Vor der zweiten Aufführung in St. Gallen wurde das Werk umfassend überarbeitet und erweitert. Es wurde nunmehr Bach-Luther-Kantate genannt und mit dem Untertitel „Von der Freiheit eines Christenmenschen“ versehen. Zu dieser Fassung erschien eine gedruckte Partitur mit 125 Seiten.
Die Uraufführung der überarbeiteten Fassung fand am 15. August 2018 als Eröffnungskonzert der Appenzeller Bachtage 2018 in der Kirche St. Laurenzen in St. Gallen statt, wo Lutz als Organist und Graf als Pfarrer jahrzehntelang gewirkt hatten. Raphael Höhn sang als Tenor, Eva Borhi spielte die Solovioline, ansonsten traten dieselben Solisten auf wie 2017 auf der Wartburg.

## Aufbau
Die ersten vier Sätze bilden einen „Prolog“. In der einleitenden Sinfonia tritt die Solovioline hochvirtuos auf. Dann wird die angebliche Entstehungsgeschichte der Kantate verkündet: Der „Sekretär und Dichter Franck“ beschließt im Jubiläumsjahr 1717, einen Kantatentext zu Ehren Luthers und seiner Lehre zu dichten (erstes Rezitativ). Der in Weimar inhaftierte Komponist Bach geht auf den „Vorschlag“ ein und komponiert die Lutherkantate (zweites Rezitativ). Die eigentliche Kantate beginnt mit dem fünften Satz (Choral).
1. Sinfonia
2. Rezitativ (Bass): Im Jahr siebzehnsiebzehn
3. Arie (Tenor): Plant ein Fest
4. Rezitativ (Bass): Der Vorschlag kam
5. Choral: Ach Gott, vom Himmel sieh darein
6. Rezitativ (Sopran, Alt, Tenor, Bass): Die Noth war gross
7. Choral: Vater unser im Himmelreich
8. Rezitativ (Alt): Wie hat der junge Mönch
9. Choral (alle!): Geheiligt werd’ der Name dein (Strophe aus Vater unser im Himmelreich)
10. Rezitativ (Alt): Mit Buße
11. Arioso (Sopran): Sie allein lehrt rechten Glauben
12. Rezitativ (Tenor): Zum arg missbrauchten Ablasswesen
13. Choralmotette: Bei dir gilt nichts  (Strophe aus Aus tiefer Not schrei ich zu dir)
14. Arie (Bass): Wohlan, mein Gott
15. Rezitativ (Sopran): Nun will ich einem solchen Vater
16. Chorfuga: Ein Christenmensch ist ein freier Herr
17. Choral und Tropierungen: Erhalt uns, Herr, bei deinem Wort
18. Beschluss: Mit unsrer Macht ist nichts getan (Strophe aus Ein feste Burg ist unser Gott)

Die erweiterte Fassung (2018) enthält zusätzlich eine Tenor-Arie und eine Sopran-Arie, die vor dem Schlusssatz eingefügt wurden, also insgesamt 20 Sätze.